# Pénétrante d'Annaba
La pénétrante d'Annaba est une autoroute de 30 km de 2x2 qui relie entre le port d'Annaba et A2 et fait partie de l'autoroute Annaba-Tébessa qui relie l'Autoroute de l'Est (A2) et l'Autoroute des Hauts Plateaux (A0)
Cette autoroute passe par les villes d'Annaba suivantes : Chebaita Mokhtar et El Hadjar et Sidi Amar et El Bouni

## Sorties
n°1  Échangeur entre A2 et P23 
 n°2 Dréan N84
 n°3 Rond Point W120 à Dréan
 n°4 Chebaita Mokhtar N16
 n°5 El Hadjar N21
 n°6  Sidi Amar W129
 n°7 El Bouni W56
 n°8 Annaba N44 et Pénétrante Ouest